# Glauconit

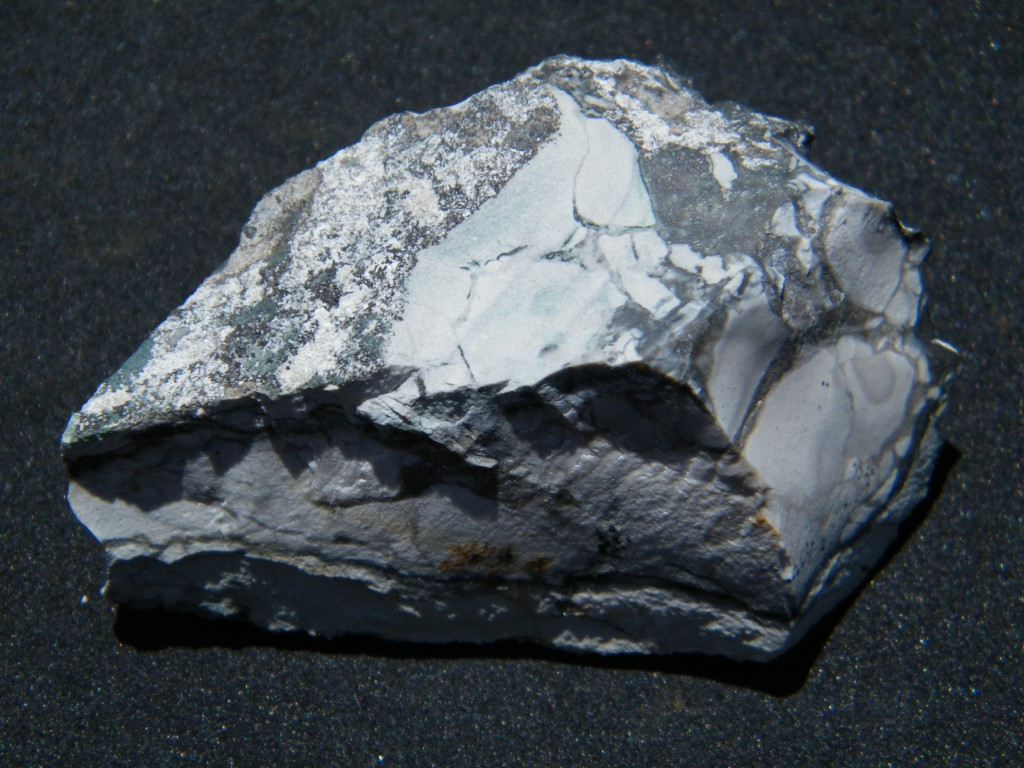
Glauconit din Newport, Monroe County, Michigan, USA

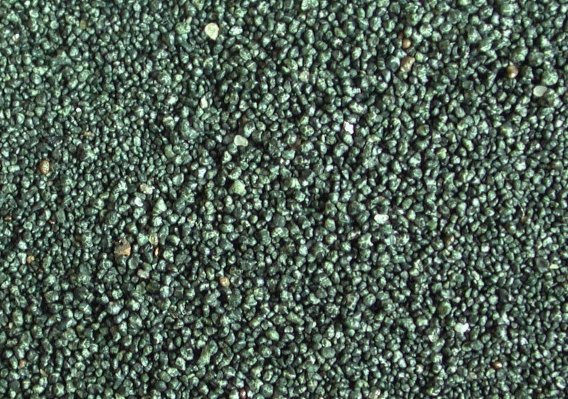
Un eşantion de nisip glauconitic din miocen într-un foraj din Olanda

Glauconitul este un silicat natural hidratat de  aluminiu, magneziu, fier și potasiu. Face pare din grupa silicaților (mică). Formula chimică empirică este  (K, Na)2 (Fe3+, Fe2+, Al, Mg)4 [Si6 (Si, Al)2 O2O] (OH)4 , cu urme de Ti, Ca, P.

## Istoric și etimologie
Numele glauconit provine din cuvântul „γλαυκός” (glaucus) din greaca veche și înseamnă „albastru-verde strălucitor”, cu referire la culoarea sa verzuie. Mineralul a fost descris pentru prima dată în anul 1828 de către mineralog german Christian Keferstein.

## Descriere
Glauconitul cristalizează în sistemul monoclinic și este, în majoritatea cazurilor granular. Are culoarea albastru-verde sau albastru-gri, mai rar verde-gălbui, și luciu sticlos, este translucid spre opac, cu un clivaj perfect. Are o duritate medie de 2 pe scara Mohs.

## Depozite
Glauconitul nu este un mineral foarte rar, dar nu este nici larg răspândit. Se formează prin conversia detritică a biotitului, illitului sau a altor materii prime, cum ar fi cele organice din apa marină puțin adâncă. În cantități mai mari se găsește în nisipurile din neogen din regiunea Kempen lângă Anvers, Belgia. Se mai găsește în Egipt, Antarctica, Australia, Bolivia, China, Noua Zeelandă, Olanda, Africa de Sud, Tunisia precum și în mai multe state din Statele Unite ale Americii. 
În România se întâlnește mai ales sub formă de nisipuri glauconitice în sudul Dobrogei și în regiunea dintre  Valea Teleajenului și Valea Buzăului.

## Utilizare
Se utilizează, în stare brută sau după prelucrare, ca îngrășământ potasic pentru soluri, iar proprietatea sa de a da reacții cu schimb de cationi este folosită în industria zahărului, a vinului, la dedurizarea apei etc.